# إليس باركر باتلر
إليس باركر باتلر (بالإنجليزية: Ellis Parker Butler)‏ هو كاتب أمريكي، ولد في 5 ديسمبر 1869 في موسكاتاين في الولايات المتحدة، وتوفي في 13 سبتمبر 1937 في Williamsville ‏.

## وصلات خارجية
- إليس باركر باتلر على موقع IMDb (الإنجليزية)
- إليس باركر باتلر على موقع قاعدة بيانات الفيلم (الإنجليزية)